# Пауэр, Дэвид
Дэвид Уильям «Дэйв» Пауэр (англ. David William "Dave" Power; 14 июля 1928, Мейтленд, штат Новый Южный Уэльс, Австралия — 1 февраля 2014) — австралийский легкоатлет, бронзовый призёр летних Олимпийских игр в Риме (1960) в беге на 10 000 метров.

## Спортивная карьера
На летних Олимпийских играх в Мельбурне (1956) в забеге на 10 000 метров занял седьмое место с результатом 29:49,2 минуты. В 1957 г. первенствовал на чемпионате Австралии на дистанции в шесть миль (англосаксонской эквивалент десятикилометровки). В 1958 г. успешно защитил титул. В июле того же года выиграл в забеге на шесть миль на Играх Британской империи и Содружества в Кардиффе; на дистанции в три мили занял седьмое место. Через два дня с результатом 2:22:45,6 одержал победу в марафоне.
В 1959 г. стал чемпионом Австралии сразу на двух дистанциях — три и шесть миль, в 1960 г. вновь победил в забеге не три мили. На летних Олимпийских играх в Риме (1960) занял пятое место на дистанции 5000 м (13:51,8 мин.), а в беге на 10000 м завоевал бронзовую медаль (28:38,2 мин.). В 1961 г. выиграл обе стайерские дистанции на национальном первенстве, а на Играх Британской империи и Содружества в Перте (1962) стал двукратным серебряным призером в забеге на шесть миль и в марафоне. В 1963 г. оказался третьим на предолимпийском международном марафоне в Японии.
В 1999 г. был введен в Зал спортивной славы Австралии.